# Třída Bahía
Třída Bahía byla třída lehkých křižníků brazilského námořnictva. Dvě jednotky této třídy byly postaveny ve Velké Británii. Konstrukčně vycházely z britských průzkumných křižníků třídy Adventure. Ve své době to byly nejrychlejší postavené lehké křižníky. Ve službě byly v letech 1910–1948. Jeden se roku 1945 potopil, druhý byl vyřazen.

## Pozadí vzniku
Celkem byly postaveny dvě jednotky této třídy. Objednány byly na základě brazilského námořního programu z roku 1904. Objednány byly v květnu 1907. Postavila je britská loděnice Armstrong Whitworth v Newcastle. Do služby byly přijaty roku 1910. Pro podporu jejich operací byly objednány ještě torpédoborce třídy Pará.
Jednotky třídy Bahía:
| Bahía             | 19. srpna 1907 | 20. ledna 1909 | 2. března 1910  | Dne 4. července 1945 potopen explozí. |
| Rio Grande do Sul | 30. srpna 1907 | 20. dubna 1909 | 14. května 1910 | Vyřazen 1948, sešrotován.             |

## Konstrukce

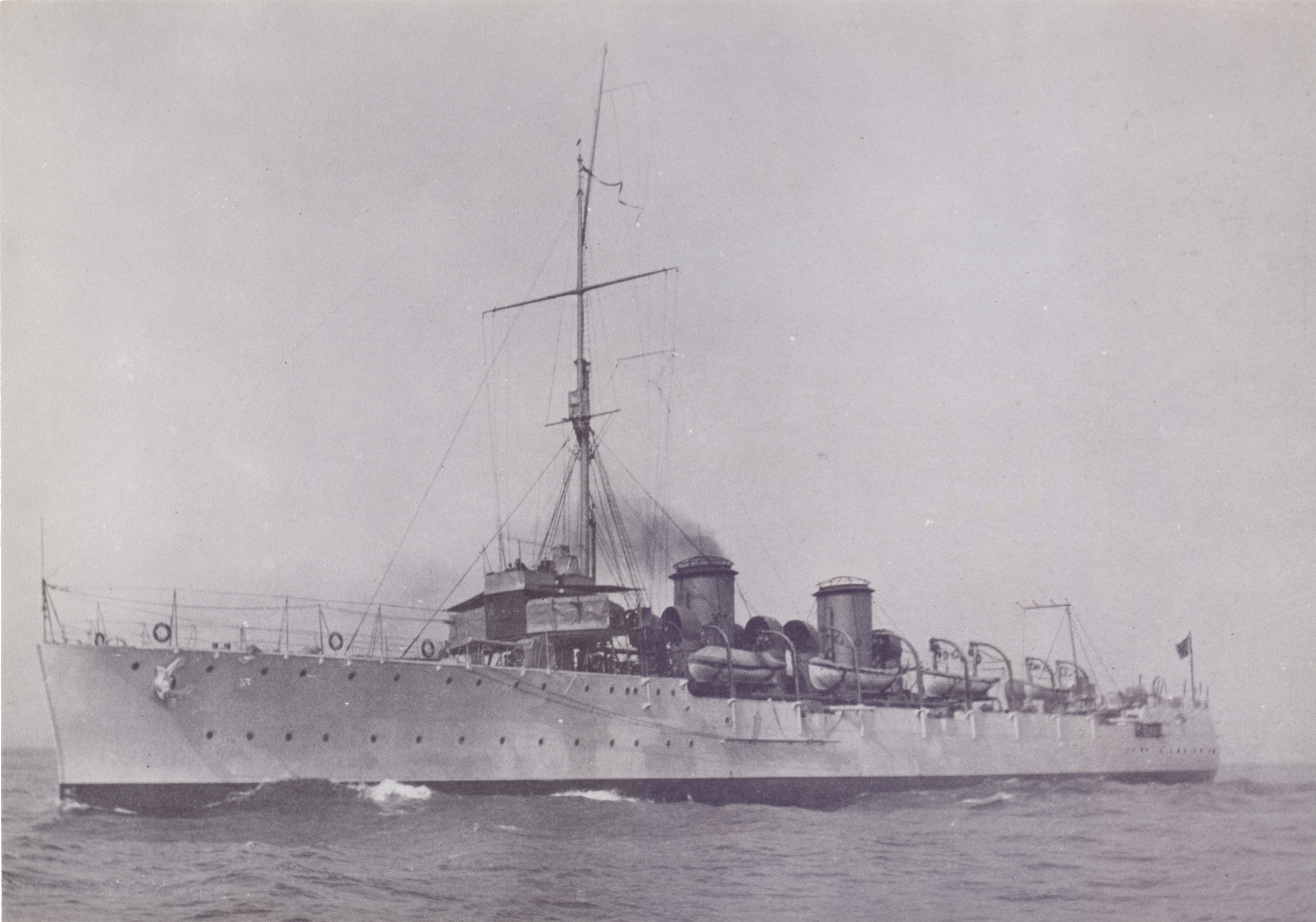
Bahía v původní podobě

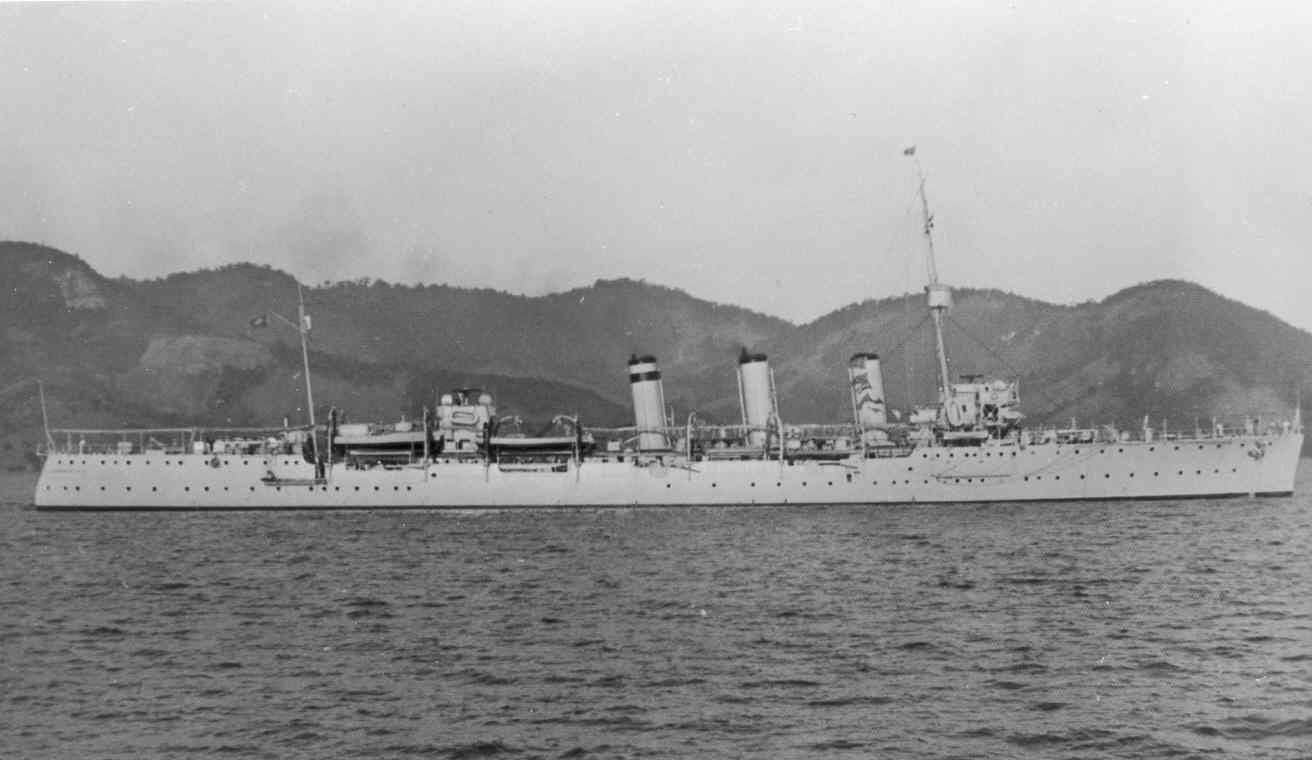
Rio Grande do Sul po modernizaci z 20. let

Výzbroj tvořilo deset 120mm kanónů Armstrong, šest 47mm kanónů Hotchkiss a dva 457mm torpédomety. Pohonný systém tvořilo deset kotlů Yarrow a tři parní turbíny Parsons o výkonu 18 000 shp, pohánějící tři lodní šrouby. Kotle spalovaly uhlí. Nejvyšší rychlost dosahovala 26,5 uzlů. Dosah byl 6600 námořních mil při rychlosti 10 uzlů.

### Modifikace
V letech 1925–1926 byly křižníky modernizovány loděnicí Nacional de Navegacao Costeira v Rio de Janeiru. Zcela byl vyměněn jejich pohonný systém. Instalováno bylo šest naftových kotlů Thornycroft a tři soustavy turbín Brown-Curtis o výkonu 22 000hp hp. Rychlost křižníků se zvýšila na 28 uzlů. Počet komínů se zvětšil ze dvou na tři. Složení výzbroje bylo upraveno na deset 120mm kanónů, čtyři 76mm kanóny, čtyři 47mm kanóny a dva dvojité 533mm torpédomety.
V letech 1942–1945 byly zcela odstraněny 47mm kanóny, ale výzbroj posílilo šest až osm 20mm kanónů a dva spouštěče hlubinných pum. Křižníky byly rovněž vybaveny radarem a sonarem.

## Služba
Křižníky byly krátce nasazeny za první světové války. V roce 1918 tvořily součást brazilské eskadry operující v oblasti severozápadní Afriky. Nasazeny byly rovněž za druhé světové války. Na křižníku Bahía došlo dne 4. července 1945 k výbuchu hlubinných náloží, iniciovaných nešťastným zásahem při cvičné střelbě 20mm kanóny. Plavidlo se během tří minut se potopilo se ztrátou 294 členů posádky.